# Khử úa
Khử úa (tiếng Anh: de-etiolation) là một loạt các thay đổi sinh lý và sinh hóa mà chồi cây trải qua khi trồi lên khỏi mặt đất hoặc phản ứng với ánh sáng sau một thời gian không tiếp xúc đủ ánh sáng. Quá trình này được gọi một cách không chính thức là xanh hóa. Những thay đổi này được kích hoạt trong chồi của cây hoặc lá và thân đã hình thành, xảy ra để chuẩn bị cho quá trình quang hợp.

## Sự úa vàng
Sự úa vàng là đáp ứng sinh trưởng của cây non trong tối.
Các đặc trưng hình thái của đáp ứng úa vàng là:
- Thân nhợt nhạt, yếu ớt.
- Lá không phát triển.
- Rễ ngắn, thô.

Ý nghĩa của sự phát triển hình thái này của cây mầm là để cây thích nghi với giai đoạn sinh trưởng trong đất. Vì trong đất không có ánh sáng, nên cây không quang hợp và không tổng hợp diệp lục, lá không phát triển để tránh cản trở cơ học cho cây và không bị tổn thương trong quá trình đâm xuyên qua đất. Vì lá không phát triển, nên chồi ít mất hơi nước, do đó hệ rễ không phát triển vì ít có nhu cầu hấp thụ nước. Năng lượng được tập trung tối đa cho kéo dài thân nên thân mảnh, dài, yếu ớt.
Khi thân mầm đã vươn ra ngoài sáng, lúc này ánh sáng sẽ hoạt hóa đáp ứng sinh trưởng khác gọi là khử úa hay xanh hóa.

## Sự khử úa
Khi cây vươn ra khỏi đất, lúc này chồi phải sinh trưởng để tối đa hóa bộ máy thu nhận nguyên liệu trên mặt đất:
- Thân mập mạp, chắc khỏe, kéo dài chậm.
- Lá mở rộng, màu lục vì tổng hợp diệp lục.
- Rễ kéo dài.

Bởi vì các điều kiện khi sinh trưởng trên mặt đất hoàn toàn ngược lại với trong quá trình xuyên khỏi đất, nên các đáp ứng sinh trưởng hoàn toàn ngược lại.

## Tín hiệu của sự khử úa

### Tiếp nhận tín hiệu

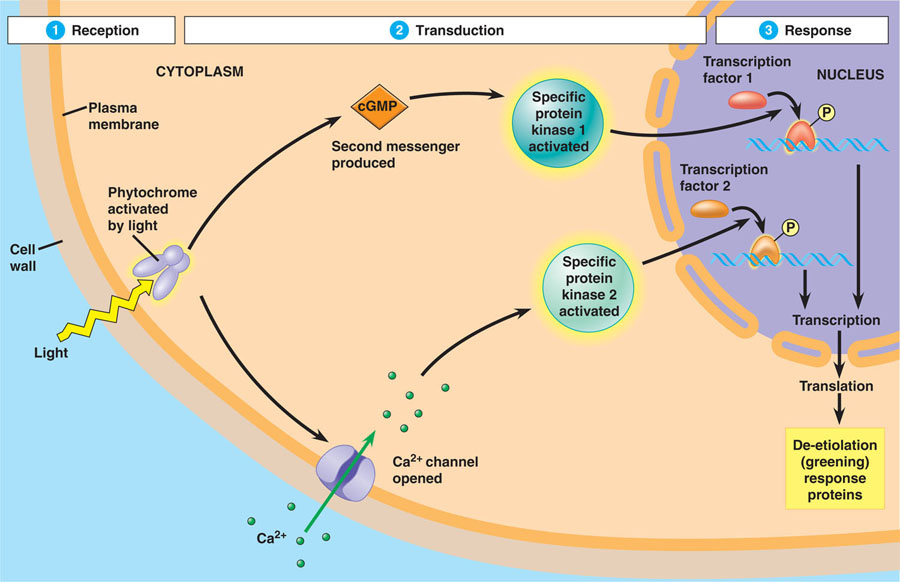
Con đường đáp ứng ánh sáng trong phản ứng khử úa.

Tín hiệu của sự khử úa chính là ánh sáng khi cây mầm vươn khỏi đất. Ánh sáng được tiếp nhận bởi quang thụ thể phytochrome nằm trong tế bào chất.
Các nhà khoa học sử dụng đột biến aurea của cây cà chua trong nghiên cứu của phytochrome. Thể đột biến này có đáp ứng khử úa kém hơn ngoài sáng (thân ít chắc, lá nhợt nhạt,...) và có mức phytochrome thấp hơn bình thường. Tiêm phytochrome vào cây phục hồi đáp ứng khử úa bình thường cho thấy phytochrome quạn trọng trong con đường tín hiệu khử úa.

### Truyền tín hiệu
Tín hiệu từ phytochrome được truyền trung gian qua chất truyền tin thứ hai là Ca2+ và cGMP, các phân tử này hoạt hóa các loại kinase trong tế bào chất, mà sẽ đi vào nhân tế bào và phosphoryl hóa hoạt hóa các yếu tố phiên mã đặc hiệu.

### Đáp ứng
Các gen được mở bởi các yếu tố phiên mã đó là: các enzyme quang hợp, các enzyme cung cấp tiền chất tổng hợp diệp lục, các chất tác động lên mức hormone điều hóa sinh trưởng kéo dài thân như auxin, brassinosteroid,... Các đáp ứng này làm chậm kéo dài thân trong sự xanh hóa.

### Sách
- Campbell Biology (11th Edition), (Author), Michael L. Cain (Author), Steven A. Wasserman  (Author), Peter V. Minorsky (Author), Jane B. Reece (Author) ISBN-13: 978-0134093413